# Primeira Guerra Civil da Costa do Marfim
A Primeira Guerra Civil da Costa do Marfim foi um conflito iniciado em 19 de setembro de 2002, na Costa do Marfim, quando soldados rebeldes vindos do Burkina Faso tentam tomar o controle da capital do país, Abidjan, e das cidades de Bouaké e Korhogo. Os rebeldes não conseguem tomar Abidjan mas ocupam as outras duas cidades, respectivamente no centro e no norte do país.
Os rebeldes, que mais tarde ficariam conhecidos como Forces Nouvelles ("Forças Novas") ocupam progressivamente a metade do norte do país, cortando-o assim em duas zonas geográficas distintas: o sul, controlado pelas Forças Armadas Nacionais da Costa do Marfim (FANCI), e o norte, controlado pelas Forces Nouvelles.
Um início de solução se delineou em 24 de janeiro de 2003, com a assinatura dos Acordos de Linas-Marcoussis. Entretanto, uma brusca retomada das hostilidades, em novembro de 2004, comprometeu todos os progressos obtidos até então.
Embora a maioria dos combates tenham terminado no final de 2004, o país continuou dividido, com os rebeldes dominando o norte e o governo comandando o sul. Tropas francesas foram enviadas à Costa do Marfim para ajudar a resolver a situação (Operação Licorne). No entanto, verificou-se um aumento das hostilidades e dos ataques as tropas estrangeiras e civis. (ver: Conflito franco-marfinense de 2004)
A Seleção Marfinense de Futebol foi creditada como tendo ajudado a garantir uma trégua temporária, quando se classificou para a Copa do Mundo da FIFA 2006 e a reunir as partes beligerantes. 
Entretanto a partir de 2006, a região ainda estava tensa. As Nações Unidas e os militares franceses não tinham conseguido controlar a guerra civil. A Operação das Nações Unidas na Costa do Marfim começou depois que a guerra civil se acalmou, mas as forças de paz enfrentaram uma situação complicada e eram ultrapassadas por ações de civis e rebeldes.
Finalmente, surgiu uma promessa de resolução definitiva do conflito, em 4 de março de 2007, com a assinatura do Acordo de Ouagadougou, visando a reunificação do país e a realização de eleições.
Em 6 de agosto de 2010,  o presidente marfinense, Laurent Gbagbo, anunciou a realização de eleições, possivelmente em 31 de outubro.
As eleições da Costa do Marfim ocorreriam em outubro de 2010, depois de serem adiadas seis vezes. Entretanto, o impasse sobre os resultados das eleições resultariam na retomada dos combates e na eclosão da Segunda Guerra Civil.